# Мала Браниця (потік)
Мала Браниця (словац. Malá Bránica) — річка в Словаччині, ліва притока Браниці, протікає в окрузі Жиліна.
Довжина приблизно 4.9-6.9 км. Витік знаходиться в масиві Мала Фатра (частина Криваньська Фатра) — на схилі гори Великий Кривань — на висоті близько 1420 метрів. Протікає однойменною долиною територією села Бела.
Впадає у Браницю на висоті приблизно 455—460 метрів.